# Boophis goudotii
A Boophis goudotii a kétéltűek (Amphibia) osztályába, a békák (Anura) rendjébe és az aranybékafélék (Mantellidae) családjába tartozó faj. Nevét Jules Prosper Goudot francia gyűjtő tiszteletére kapta, aki A 19. század első felében Madagaszkáron kutatott.

## Előfordulása
A faj Madagaszkár endemikus faja. A sziget középső részének keleti oldalán 900–2200 m-es magasságban honos. Nagy számban előforduló faj, mely esőerdőkben, mezőkön, lassan folyó vizek partján figyelhető meg. Nem jó mászók, ennek ellenére néha fán is megtalálhatók. Bár élőhelye fogyatkozik, jól tűri a legkülönbözőbb élőhelyeket.

## Megjelenése
A hímek testhossza 50–70 mm, a nőstényeké jellemzően 75–87 mm, de elérhetik akár a 100 mm-es hosszt is. Színe változó, a csaknem teljesen feketétől a fekete pettyekkel tarkított sárgás színig terjed. Hasa sárgás vagy narancs színű, néha fekete pettyekkel. Írisze rézvörös színű, türkizkék szegéllyel. Hallószerve jól kivehető. A hímeknek hüvelykvánkosa és hanghólyagja van. Mind a hímek, mind a nőstények adnak ki hangot.